# Onthophagus falcarius
Onthophagus falcarius är en skalbaggsart som beskrevs av Vladimir Balthasar 1966. Onthophagus falcarius ingår i släktet Onthophagus och familjen bladhorningar. Inga underarter finns listade i Catalogue of Life.